# Gauliga Territoire de la Warta
Pour un article plus général, voir Gauliga.
La Gauliga Territoire de la Warta (en Allemand: Gauliga Wartheland) fut une ligue de football (de Division 1) imposée par le NSRL en 1941.
Après le déclenchement de la Seconde Guerre mondiale, et leur victoire rapide contre la Pologne, les Nazis annexèrent certains territoires polonais au IIIe Reich. Administrativement, la "Reichsgau" Territoire de la Warta annexa à l'Allemagne les territoires de la Voïvodie de Poznań, certaines parties de la Voïvodiede de Łódź et de celle de Varsovie. La "Gau" et la ligue reçurent le nom de la rivière Warta (en Allemand: Warthe) et non celui de "Province de Poznan" comme de 1848 à 1918.
Cette Gauliga fut démantelée en 1945.

## Généralités
La Gauliga Territoire de la Warta fut instaurée en 1941, un certain temps après la conquête de la Pologne par les Nazis. Elle débuta avec deux groupes de cinq équipes. Les deux vainqueurs de groupes se disputèrent le titre lors d'une finale aller/retour. Le champion se qualifia pour la phase finale du championnat national. 
Les clubs polonais ne furent pas autorisés à participer. La ligue fut réservée aux équipes issues de la minorité (entre 5 et 10 % de la population de ces régions de Pologne) ethnique allemande.
La deuxième saison vit les dix équipes regroupées en une seule série. Les trois derniers classés furent relégués. Lors de la saison 1943-1944, il n'y eut au départ pas de changements, mais en cours de compétition le SG Freihaus déclara forfait. Par ailleurs, toutes les rencontres ne furent pas jouées.
En raison de l'évolution de la guerre, la saison 1944-1945 ne débuta jamais.

## Après la reddition de l'Allemagne nazie
Dès la fin du conflit, la totalité de cette région retourna à la Pologne qui retrouva sa souveraineté mais fut placée sous contrôle soviétique. La population allemande fut expulsée de la région. Tous les clubs allemands furent dissous.

## Clubs fondateurs de la Gauliga Territoire de la Warta
Ci-dessous les 10 clubs qui créèrent la ligue:
Groupe I:
- Deutscher SC Posen
- BSG DWM Posen
- SG Ordnungspolizei Posen
- Reichsbahn SG Posen
- Post SG Posen

Groupe II:
- SG Ordnungspolizei Litzmannstadt
- Union 97 Litzmannstadt
- SG Zduńska Wola (1943 SG Freihaus)
- Reichsbahn SG Litzmannstadt
- SG Sturm Pabianitz

Note: "Litzmannstadt" était le nom allemande de Łódź entre 1939 to 1945. Elle fut nommée d'après Karl Litzmann.

## Champions et Vice-champions de la Gauliga Territoire de la Warta
| Saisons | Champions                        | Vice-champions           |
| 1941-42 | SG Ordnungspolizei Litzmannstadt | Deutscher SC Posen       |
| 1942-43 | BSG DWM Posen                    | SG Ordnungspolizei Posen |
| 1943-44 | BSG DWM Posen                    | SG Ordnungspolizei Posen |

## Classements dans la Gauliga Territoire de la Warta de 1941 à 1944
| Club                        | 1942 | 1943 | 1944 |
| --------------------------- | ---- | ---- | ---- |
| DSC Posen                   | 1    | 5    | 4    |
| DMW Posen                   | 2    | 1    | 1    |
| Orpo Posen                  | 3    | 2    | 2    |
| Reichsbahn SG Posen         | 4    |      | 6    |
| Post SG Posen               | 5    | 7    | 9    |
| Orpo Litzmannstadt          | 1    | 4    | 7    |
| Union 97 Litzmannstadt      | 2    | 3    | 8    |
| SG Freihaus                 | 3    | 8    | 10   |
| Reichsbahn SG Litzmannstadt | 4    | 10   |      |
| SG Sturm Pabianitz          | 5    |      |      |
| TSG Gnesen                  |      | 6    | 5    |
| TSG Kutno                   |      | 9    |      |
| SG Kalisch                  |      |      | 3    |
|                             |      |      |      |

Source:« Gauliga Wartheland », Das deutsche Fussball-Archiv (consulté le 23 avril 2009)

## Sources et liens externes
- The Gauligas Das Deutsche Fussball Archiv (in German)
- Championnats allemands 1902-1945 at RSSSF.com
- Where's My Country? Article en Anglais sur les mouvements transfrontaliers des clubs de football, at RSSSF.com